# Comte de Carlisle

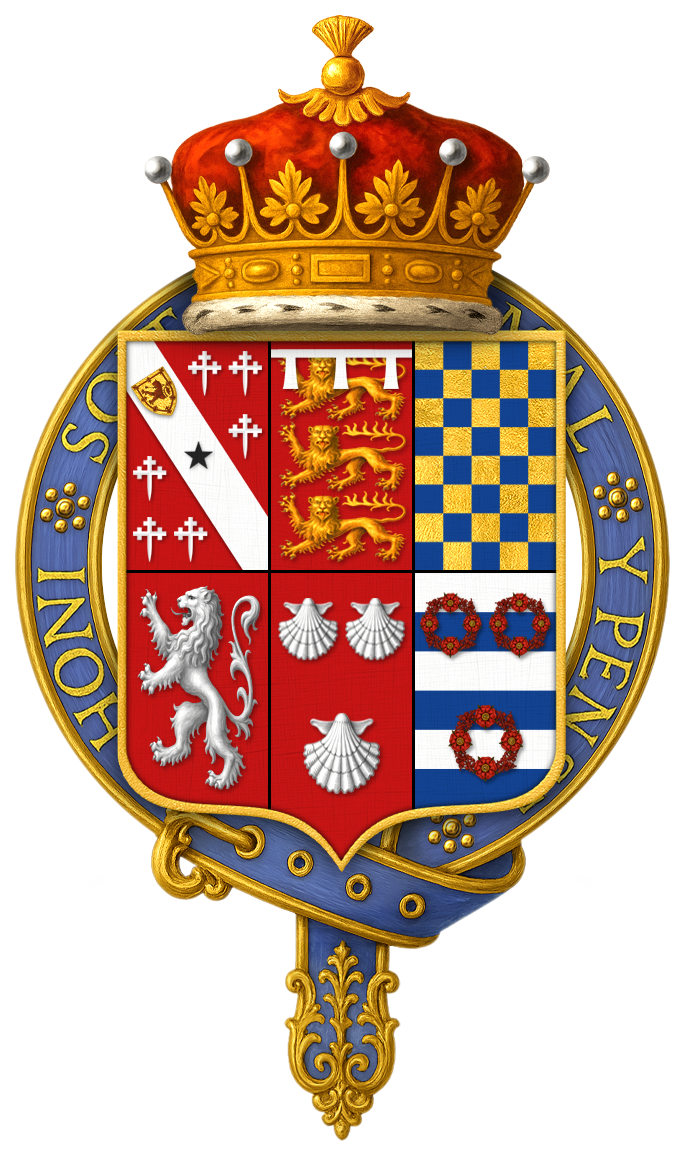
Armes de George Howard, 7e comte de Carlisle.

Comte de Carlisle est un titre de la pairie d'Angleterre qui a été créé trois fois et qui est toujours porté dans la famille Howard de nos jours.

## Liste des comtes

### Première création (1322)
- 1322-1323 : Andrew Harclay († 1323), lord de Hartcla, titre confisqué peu avant son exécution.

### Deuxième création (1622)
- 1622-1636 : James Hay (v.1580-1636), 1er vicomte Doncaster, diplomate ;
- 1636-1660 : James Hay († 1660), fils du précédent.

Le titre s'éteint à sa mort sans descendance.

### Troisième création (1661)
- 1661-1685 (– 1) : Charles Howard (1628-1685) ;
- 1685-1692 (– 2) : Edward Howard (v.1646-1692), fils du précédent ;
- 1692-1738 (– 3) : Charles Howard (1669-1738), fils du précédent ;
- 1738-1758 (– 4) : Henry Howard (1694-1758), fils du précédent ;
- 1758-1825 (– 5) : Frederick Howard (1748-1825), fils du précédent ;
- 1825-1848 (– 6) : George Howard (1773-1848), fils du précédent ;
- 1848-1864 (– 7) : George William Frederick Howard (1802-1864), fils du précédent ;
- 1864-1889 (– 8) : William George Howard (1808-1889), frère du précédent ;
- 1889-1911 (– 9) : George James Howard (1843-1911), petit-fils du 6e comte ;
- 1911-1912 (– 10) : Charles James Stanley Howard (1867-1912), fils du précédent ;
- 1912-1963 (– 11) : George Josslyn L'Estrange Howard 	(1895-1963), fils du précédent ;
- 1963-1994 (– 12) : Charles James Ruthven Howard (1923-1994), fils du précédent ;
- depuis 1994 (– 13) : George William Beaumont Howard (né en 1949), fils du précédent.

### Sources
- Comtes de Carlisle sur Leigh Rayment's Peerage Page.